# 安德森高地
84°49′S 178°15′W / 84.817°S 178.250°W
安德森高地（英語：Anderson Heightsv）是南極洲的高地，位於杜費克海岸，處於本內特山和巴特斯山之間，屬於布什山脈的一部分，長13公里、寬11公里，海拔高度超過2,400米，由美國海軍發現和命名。